# Ратанска вас
Ратанска вас (на словенски: Ratanska vas) е село в Словения, Савински регион, община Рогашка Слатина. Според Националната статистическа служба на Република Словения през 2002 г. селото има 114 жители.